# Sub utraque
Sub utraque, latin ’under båda (gestalterna)’, beteckning för att både bröd och vin utdelas till kommunikanterna vid nattvardsgång.
Under den böhmiska kyrkoreformationen på 1400-talet var en av husiternas ledare Jakoubek från Stříbro (Jacobellus, död 1429). Han hade redan 1414 infört kalkens utdelande även till lekmän, och när konciliet i Konstanz definitivt fördömde detta, blev nattvarden sub utraque specie det samlande baneret för husiterna.
Genom reformationen infördes kommunion sub utraque i de reformerade kyrkorna. Efter Andra Vatikankonciliet (1962–1965) kan den vid olika tillfällen även förekomma i romersk-katolska kyrkan.